# 競爭性拮抗劑
競爭性拮抗劑（英語：Competitive antagonist）是一種受體拮抗劑鍵結到受體後但並不活化受體。拮抗劑會跟促效劑競爭同受體上的結合位點。強效的拮抗劑會將促效劑從結合位點取代出來，使受體的活化減低。
競爭性拮抗劑的存在將使促效作用的劑量-反應曲線向右橫移。競爭性拮抗劑的Schild regression之斜率為1，且X、Y的截鉅跟拮抗劑的解離常數相等。
競爭性拮抗劑可以是可逆性受體拮抗劑或者是不可逆性受體拮抗劑。